# Frédéric-Fontaine
Frédéric-Fontaine település Franciaországban, Haute-Saône megyében. Lakosainak száma 273 fő (2022. január 1.). Frédéric-Fontaine Clairegoutte, Lomont és Magny-Jobert községekkel határos.

## Népesség
A település népességének változása:
| Lakosok száma | 259  | 260  | 268  | 258  | 254  | 253  | 259  | 266  | 273  |
|               | 2013 | 2015 | 2016 | 2017 | 2018 | 2019 | 2020 | 2021 | 2022 |